# 斯普拉格 (华盛顿州)
斯普拉格（英文：Sprague），是美国华盛顿州林肯县下属的一座城市。根据 2000年美国人口普查，该市有人口490人。根据2010年美国人口普查，该市有人口446人。而2011年估计该市有441人。